# Seznam olympijských medailistů ve skocích do vody
Od olympijských her 2000 soutěží v obou disciplínách dvojice v synchronizovaných skocích.

## Muži

### Prkno 3 m
- Do programu OH zařazena tato disciplína od roku 1908.

| Rok      | Zlato                                             | Stříbro                                          | Bronz                                                                        |
| -------- | ------------------------------------------------- | ------------------------------------------------ | ---------------------------------------------------------------------------- |
| LOH 1908 | Albert Zürner · Německo (GER)                     | Kurt Behrens · Německo (GER)                     | Gottlob Walz · Německo (GER) · George Gaidzik · Spojené státy americké (USA) |
| LOH 1912 | Paul Günther · Německo (GER)                      | Hans Luber · Německo (GER)                       | Kurt Behrens · Německo (GER)                                                 |
| LOH 1920 | Louis Kuehn · Spojené státy americké (USA)        | Clarence Pinkston · Spojené státy americké (USA) | Louis Balbach · Spojené státy americké (USA)                                 |
| LOH 1924 | Albert White · Spojené státy americké (USA)       | Peter Desjardins · Spojené státy americké (USA)  | Clarence Pinkston · Spojené státy americké (USA)                             |
| LOH 1928 | Peter Desjardins · Spojené státy americké (USA)   | Michael Galitzen · Spojené státy americké (USA)  | Farid Simaika · Egypt (EGY)                                                  |
| LOH 1932 | Michael Galitzen · Spojené státy americké (USA)   | Harold Smith · Spojené státy americké (USA)      | Richard Degener · Spojené státy americké (USA)                               |
| LOH 1936 | Richard Degener · Spojené státy americké (USA)    | Marshall Wayne · Spojené státy americké (USA)    | Albert Greene · Spojené státy americké (USA)                                 |
| LOH 1948 | Bruce Harlan · Spojené státy americké (USA)       | Miller Anderson · Spojené státy americké (USA)   | Sammy Lee · Spojené státy americké (USA)                                     |
| LOH 1952 | David Browning · Spojené státy americké (USA)     | Miller Anderson · Spojené státy americké (USA)   | Robert Clotworthy · Spojené státy americké (USA)                             |
| LOH 1956 | Robert Clotworthy · Spojené státy americké (USA)  | Donald Harper · Spojené státy americké (USA)     | Joaquín Capilla · Mexiko (MEX)                                               |
| LOH 1960 | Gary Tobian · Spojené státy americké (USA)        | Samuel Hall · Spojené státy americké (USA)       | Juan Botella · Mexiko (MEX)                                                  |
| LOH 1964 | Kenneth Sitzberger · Spojené státy americké (USA) | Francis Gorman · Spojené státy americké (USA)    | Larry Andreasen · Spojené státy americké (USA)                               |
| LOH 1968 | Bernard Wrightson · Spojené státy americké (USA)  | Klaus Dibiasi · Itálie (ITA)                     | James Henry · Spojené státy americké (USA)                                   |
| LOH 1972 | Vladimir Vasin · Sovětský svaz (URS)              | Giorgio Franco Cagnotto · Itálie (ITA)           | Craig Lincoln · Spojené státy americké (USA)                                 |
| LOH 1976 | Philip Boggs · Spojené státy americké (USA)       | Giorgio Franco Cagnotto · Itálie (ITA)           | Alexandr Kosenkov · Sovětský svaz (URS)                                      |
| LOH 1980 | Alexandr Portnov · Sovětský svaz (URS)            | Carlos Giron · Mexiko (MEX)                      | Giorgio Franco Cagnotto · Itálie (ITA)                                       |
| LOH 1984 | Greg Louganis · Spojené státy americké (USA)      | Tan Liangde · Čína (CHN)                         | Ronald Merriott · Spojené státy americké (USA)                               |
| LOH 1988 | Greg Louganis · Spojené státy americké (USA)      | Tan Liangde · Čína (CHN)                         | Li Deliang · Čína (CHN)                                                      |
| LOH 1992 | Mark Lenzi · Spojené státy americké (USA)         | Tan Liangde · Čína (CHN)                         | Dmitrij Sautin · Sjednocený tým (EUN)                                        |
| LOH 1996 | Xiong Ni · Čína (CHN)                             | Yu Zhuocheng · Čína (CHN)                        | Mark Lenzi · Spojené státy americké (USA)                                    |
| LOH 2000 | Xiong Ni · Čína (CHN)                             | Fernando Platas · Mexiko (MEX)                   | Dmitrij Sautin · Rusko (RUS)                                                 |
| LOH 2004 | Peng Bo · Čína (CHN)                              | Alexandre Despatie · Kanada (CAN)                | Dmitrij Sautin · Rusko (RUS)                                                 |
| LOH 2008 | He Chong · Čína (CHN)                             | Alexandre Despatie · Kanada (CAN)                | Qin Kai · Čína (CHN)                                                         |
| LOH 2012 | Ilja Zacharov · Rusko (RUS)                       | Qin Kai · Čína (CHN)                             | He Chong · Čína (CHN)                                                        |
| LOH 2016 | Cchao Jüan · Čína (CHN)                           | Jack Laugher · Velká Británie (GBR)              | Patrick Hausding · Německo (GER)                                             |
| LOH 2020 | Sie S-i · Čína (CHN)                              | Wang Cung-jüan · Čína (CHN)                      | Jack Laugher · Velká Británie (GBR)                                          |
| LOH 2024 | Sie S-i · Čína (CHN)                              | Wang Cung-jüan · Čína (CHN)                      | Osmar Olvera · Mexiko (MEX)                                                  |

### Věž 10 m
- Do programu OH zařazena tato disciplína od roku 1904.

| Rok      | Zlato                                                | Stříbro                                         | Bronz                                                                              |
| -------- | ---------------------------------------------------- | ----------------------------------------------- | ---------------------------------------------------------------------------------- |
| LOH 1904 | George Sheldon · Spojené státy americké (USA)        | Georg Hoffmann · Německo (GER)                  | Alfred Braunschweiger · Německo (GER) · Frank Kehoe · Spojené státy americké (USA) |
| LOH 1908 | Hjalmar Johansson · Švédsko (SWE)                    | Karl Malmström · Švédsko (SWE)                  | Arvid Spångberg · Švédsko (SWE)                                                    |
| LOH 1912 | Erik Adlerz · Švédsko (SWE)                          | Albert Zürner · Německo (GER)                   | Gustaf Blomgren · Švédsko (SWE)                                                    |
| LOH 1920 | Clarence Pinkston · Spojené státy americké (USA)     | Erik Adlerz · Švédsko (SWE)                     | Harry Prieste · Spojené státy americké (USA)                                       |
| LOH 1924 | Albert White · Spojené státy americké (USA)          | David Fall · Spojené státy americké (USA)       | Clarence Pinkston · Spojené státy americké (USA)                                   |
| LOH 1928 | Peter Desjardins · Spojené státy americké (USA)      | Farid Simaika · Egypt (EGY)                     | Michael Galitzen · Spojené státy americké (USA)                                    |
| LOH 1932 | Harold Smith · Spojené státy americké (USA)          | Michael Galitzen · Spojené státy americké (USA) | Frank Kurtz · Spojené státy americké (USA)                                         |
| LOH 1936 | Marshall Wayne · Spojené státy americké (USA)        | Albert Root · Spojené státy americké (USA)      | Hermann Stork · Německo (GER)                                                      |
| LOH 1948 | Sammy Lee · Spojené státy americké (USA)             | Bruce Harlan · Spojené státy americké (USA)     | Joaquín Capilla · Mexiko (MEX)                                                     |
| LOH 1952 | Sammy Lee · Spojené státy americké (USA)             | Joaquín Capilla · Mexiko (MEX)                  | Günter Haase · Německo (GER)                                                       |
| LOH 1956 | Joaquín Capilla · Mexiko (MEX)                       | Gary Tobian · Spojené státy americké (USA)      | Richard Connor · Spojené státy americké (USA)                                      |
| LOH 1960 | Robert Webster · Spojené státy americké (USA)        | Gary Tobian · Spojené státy americké (USA)      | Brian Eric Phelps · Velká Británie (GBR)                                           |
| LOH 1964 | Robert Webster · Spojené státy americké (USA)        | Klaus Dibiasi · Itálie (ITA)                    | Thomas Gompf · Spojené státy americké (USA)                                        |
| LOH 1968 | Klaus Dibiasi · Itálie (ITA)                         | Alvaro Gaxiola · Mexiko (MEX)                   | Edwin Young · Spojené státy americké (USA)                                         |
| LOH 1972 | Klaus Dibiasi · Itálie (ITA)                         | Richard Ryze · Spojené státy americké (USA)     | Giorgio Franco Cagnotto · Itálie (ITA)                                             |
| LOH 1976 | Klaus Dibiasi · Itálie (ITA)                         | Greg Louganis · Spojené státy americké (USA)    | Vladimir Alejnik · Sovětský svaz (URS)                                             |
| LOH 1980 | Falk Hoffmann · Německá demokratická republika (GDR) | Vladimir Alejnik · Sovětský svaz (URS)          | David Ambarcumjan · Sovětský svaz (URS)                                            |
| LOH 1984 | Greg Louganis · Spojené státy americké (USA)         | Bruce Kimball · Spojené státy americké (USA)    | Li Kongzheng · Čína (CHN)                                                          |
| LOH 1988 | Greg Louganis · Spojené státy americké (USA)         | Xiong Ni · Čína (CHN)                           | Jesús Mena · Mexiko (MEX)                                                          |
| LOH 1992 | Sun Shuwei · Čína (CHN)                              | Scott Donie · Spojené státy americké (USA)      | Xiong Ni · Čína (CHN)                                                              |
| LOH 1996 | Dmitrij Sautin · Rusko (RUS)                         | Jan Hempel · Německo (GER)                      | Xiao Hailiang · Čína (CHN)                                                         |
| LOH 2000 | Tian Liang · Čína (CHN)                              | Hu Jia · Čína (CHN)                             | Dmitrij Sautin · Rusko (RUS)                                                       |
| LOH 2004 | Hu Jia · Čína (CHN)                                  | Mathew Helm · Austrálie (AUS)                   | Tian Liang · Čína (CHN)                                                            |
| LOH 2008 | Matthew Mitcham · Austrálie (AUS)                    | Zhou Lüxin · Čína (CHN)                         | Gleb Galperin · Rusko (RUS)                                                        |
| LOH 2012 | David Boudia · Spojené státy americké (USA)          | Qiu Bo · Čína (CHN)                             | Tom Daley · Velká Británie (GBR)                                                   |
| LOH 2016 | Chen Aisen · Čína (CHN)                              | Germán Sánchez · Mexiko (MEX)                   | David Boudia · Spojené státy americké (USA)                                        |
| LOH 2020 | Cchao Jüan · Čína (CHN)                              | Yang Jian · Čína (CHN)                          | Tom Daley · Velká Británie (GBR)                                                   |
| LOH 2024 | Cchao Jüan · Čína (CHN)                              | Rikuto Tamai · Japonsko (JPN)                   | Noah Williams · Velká Británie (GBR)                                               |

### Synchronizované skoky z prkna 3 m
- Do programu OH zařazena tato disciplína od roku 2000.

| Rok      | Zlato                                               | Stříbro                                                            | Bronz                                                         |
| -------- | --------------------------------------------------- | ------------------------------------------------------------------ | ------------------------------------------------------------- |
| LOH 2000 | · Čína (CHN) · Xiong Ni · Xiao Hailiang             | · Rusko (RUS) · Dmitrij Sautin · Alexandr Dobroskok                | · Austrálie (AUS) · Robert Newbery · Dean Pullar              |
| LOH 2004 | · Řecko (GRE) · Nikolaos Siranidis · Thomas Bimis   | · Německo (GER) · Andreas Wels · Tobias Schellenberg               | · Austrálie (AUS) · Robert Newbery · Steven Barnett           |
| LOH 2008 | · Čína (CHN) · Wang Feng · Qin Kai                  | · Rusko (RUS) · Dmitrij Sautin · Jurij Kunakov                     | · Ukrajina (UKR) · Ilja Kvaša · Alexej Prygorov               |
| LOH 2012 | · Čína (CHN) · Luo Jü-tchung · Qin Kai              | · Rusko (RUS) · Ilja Zacharov · Jevgenij Kuzněcov                  | · Spojené státy americké (USA) · Troy Dumais · Kristian Ipsen |
| LOH 2016 | · Velká Británie (GBR) · Chris Mears · Jack Laugher | · Spojené státy americké (USA) · Sam Dorman · Michael Hixon        | · Čína (CHN) · Cchao Jüan · Qin Kai                           |
| LOH 2020 | · Čína (CHN) · Sie S-i · Wang Cung-jüan             | · Spojené státy americké (USA) · Andrew Capobianco · Michael Hixon | · Německo (GER) · Patrick Hausding · Lars Rüdiger             |
| LOH 2024 | · Čína (CHN) · Lung Tao-i · Wang Cung-jüan          | · Mexiko (MEX) · Juan Celaya · Osmar Olvera                        | · Velká Británie (GBR) · Anthony Harding · Jack Laugher       |

### Synchronizované skoky z věže 10 m
- Do programu OH zařazena tato disciplína od roku 2000.

| Rok      | Zlato                                          | Stříbro                                                        | Bronz                                                            |
| -------- | ---------------------------------------------- | -------------------------------------------------------------- | ---------------------------------------------------------------- |
| LOH 2000 | · Rusko (RUS) · Igor Lukašin · Dmitrij Sautin  | · Čína (CHN) · Tian Liang · Hu Jia                             | · Německo (GER) · Jan Hempel · Heiko Meyer                       |
| LOH 2004 | · Čína (CHN) · Tian Liang · Yang Jinghui       | · Velká Británie (GBR) · Leon Taylor · Peter Waterfield        | · Austrálie (AUS) · Mathew Helm · Robert Newbery                 |
| LOH 2008 | · Čína (CHN) · Lin Yue · Huo Liang             | · Německo (GER) · Patrick Hausding · Sascha Klein              | · Rusko (RUS) · Gleb Galperin · Dmitrij Dobroskok                |
| LOH 2012 | · Čína (CHN) · Cchao Jüan · Zhang Yanquan      | · Mexiko (MEX) · Iván García · Germán Sánchez                  | · Spojené státy americké (USA) · David Boudia · Nicholas McCrory |
| LOH 2016 | · Čína (CHN) · Chen Aisen · Lin Yue            | · Spojené státy americké (USA) · David Boudia · Steele Johnson | · Velká Británie (GBR) · Tom Daley · Daniel Goodfellow           |
| LOH 2020 | · Velká Británie (GBR) · Tom Daley · Matty Lee | · Čína (CHN) · Cchao Jüan · Chen Aisen                         | · Sportovci ROV (ROC) · Aleksandr Bondar · Viktor Minibajev      |
| LOH 2024 | · Čína (CHN) · Lien Ťün-ťie · Jang Chao        | · Velká Británie (GBR) · Tom Daley · Noah Williams             | · Kanada (CAN) · Rylan Wiens · Nathan Zsombor-Murray             |

### Skok do dálky
- Na programu OH byla tato disciplína pouze v roce 1904.

| Rok      | Zlato                                            | Stříbro                                    | Bronz                                           |
| -------- | ------------------------------------------------ | ------------------------------------------ | ----------------------------------------------- |
| LOH 1904 | William E. Dickey · Spojené státy americké (USA) | Edgar Adams · Spojené státy americké (USA) | Leo Budd Goodwin · Spojené státy americké (USA) |

### Věž (5 a 10 m)
- Na programu OH byla tato disciplína pouze v letech 1912, 1920 a 1924.

| Rok      | Zlato                          | Stříbro                           | Bronz                                |
| -------- | ------------------------------ | --------------------------------- | ------------------------------------ |
| LOH 1912 | Erik Adlerz · Švédsko (SWE)    | Hjalmar Johansson · Švédsko (SWE) | John Jansson · Švédsko (SWE)         |
| LOH 1920 | Arvid Wallman · Švédsko (SWE)  | Nils Skoglund · Švédsko (SWE)     | John Jansson · Švédsko (SWE)         |
| LOH 1924 | Richmond Eve · Austrálie (AUS) | John Jansson · Švédsko (SWE)      | Harold Clarke · Velká Británie (GBR) |

## Ženy

### Prkno 3 m (ženy)
- Do programu OH zařazena tato disciplína od roku 1920.

| Rok      | Zlato                                                          | Stříbro                                                    | Bronz                                                     |
| -------- | -------------------------------------------------------------- | ---------------------------------------------------------- | --------------------------------------------------------- |
| LOH 1920 | Aileen Rigginová · Spojené státy americké (USA)                | Helen Wainwrightová · Spojené státy americké (USA)         | Thelma Payneová · Spojené státy americké (USA)            |
| LOH 1924 | Elizabeth Beckerová-Pinkstonová · Spojené státy americké (USA) | Aileen Rigginová · Spojené státy americké (USA)            | Caroline Fletcherová · Spojené státy americké (USA)       |
| LOH 1928 | Helen Meanyová · Spojené státy americké (USA)                  | Dorothy Poyntonová-Hillová · Spojené státy americké (USA)  | Georgia Colemanová · Spojené státy americké (USA)         |
| LOH 1932 | Georgia Colemanová · Spojené státy americké (USA)              | Katherine Rawlsová · Spojené státy americké (USA)          | Jane Fauntzová · Spojené státy americké (USA)             |
| LOH 1936 | Marjorie Gestringová · Spojené státy americké (USA)            | Katherine Rawlsová · Spojené státy americké (USA)          | Dorothy Poyntonová-Hillová · Spojené státy americké (USA) |
| LOH 1948 | Vicki Dravesová · Spojené státy americké (USA)                 | Zoe Ann Olsenová-Jensenová · Spojené státy americké (USA)  | Patricia Elsenerová · Spojené státy americké (USA)        |
| LOH 1952 | Pat McCormicková · Spojené státy americké (USA)                | Mady Moreauová · Francie (FRA)                             | Zoe Ann Olsenová-Jensenová · Spojené státy americké (USA) |
| LOH 1956 | Pat McCormicková · Spojené státy americké (USA)                | Jeanne Stunyoová · Spojené státy americké (USA)            | Irene MacDonaldová · Kanada (CAN)                         |
| LOH 1960 | Ingrid Krämerová · Tým sjednoceného Německa (EUA)              | Paula Jean Myersová-Popeová · Spojené státy americké (USA) | Elizabeth Ferrisová · Velká Británie (GBR)                |
| LOH 1964 | Ingrid Krämerová · Tým sjednoceného Německa (EUA)              | Jeanne Collierová · Spojené státy americké (USA)           | Mary Willardová · Spojené státy americké (USA)            |
| LOH 1968 | Sue Gossicková · Spojené státy americké (USA)                  | Tamara Pogoževová · Sovětský svaz (URS)                    | Keala O'Sullivanová · Spojené státy americké (USA)        |
| LOH 1972 | Micki Kingová · Spojené státy americké (USA)                   | Ulrika Knapeová · Švédsko (SWE)                            | Marina Janickeová · Německá demokratická republika (GDR)  |
| LOH 1976 | Jennifer Chandlerová · Spojené státy americké (USA)            | Christa Köhlerová · Německá demokratická republika (GDR)   | Cynthia McIngvaleová · Spojené státy americké (USA)       |
| LOH 1980 | Irina Kalininová · Sovětský svaz (URS)                         | Martina Proeberová · Německá demokratická republika (GDR)  | Karin Guthkeová · Německá demokratická republika (GDR)    |
| LOH 1984 | Sylvie Bernierová · Kanada (CAN)                               | Kelly Anne McCormicková · Spojené státy americké (USA)     | Christina Seufertová · Spojené státy americké (USA)       |
| LOH 1988 | Gao Min · Čína (CHN)                                           | Li Qing · Čína (CHN)                                       | Kelly Anne McCormicková · Spojené státy americké (USA)    |
| LOH 1992 | Gao Min · Čína (CHN)                                           | Irina Lašková · Sjednocený tým (EUN)                       | Brita Baldusová · Německo (GER)                           |
| LOH 1996 | Fu Ming-sia · Čína (CHN)                                       | Irina Lašková · Rusko (RUS)                                | Annie Pelletierová · Kanada (CAN)                         |
| LOH 2000 | Fu Ming-sia · Čína (CHN)                                       | Kuo Ťing-ťing · Čína (CHN)                                 | Dörte Lindnerová · Německo (GER)                          |
| LOH 2004 | Kuo Ťing-ťing · Čína (CHN)                                     | Wu Min-sia · Čína (CHN)                                    | Julia Pachalinová · Rusko (RUS)                           |
| LOH 2008 | Kuo Ťing-ťing · Čína (CHN)                                     | Julia Pachalinová · Rusko (RUS)                            | Wu Min-sia · Čína (CHN)                                   |
| LOH 2012 | Wu Min-sia · Čína (CHN)                                        | He Zi · Čína (CHN)                                         | Laura Sánchez · Mexiko (MEX)                              |
| LOH 2016 | Shi Tingmao · Čína (CHN)                                       | He Zi · Čína (CHN)                                         | Tania Cagnottová · Itálie (ITA)                           |
| LOH 2020 | Shi Tingmao · Čína (CHN)                                       | Wang Han · Čína (CHN)                                      | Krysta Palmerová · Spojené státy americké (USA)           |
| LOH 2024 | Čchen I-wen · Čína (CHN)                                       | Maddison Keeneyová · Austrálie (AUS)                       | Čchang Ja-ni · Čína (CHN)                                 |

### Věž 10 m (ženy)
- Do programu OH zařazena tato disciplína od roku 1912.

| Rok      | Zlato                                                          | Stříbro                                                        | Bronz                                                      |
| -------- | -------------------------------------------------------------- | -------------------------------------------------------------- | ---------------------------------------------------------- |
| LOH 1912 | Greta Johanssonová · Švédsko (SWE)                             | Lisa Regnellová · Švédsko (SWE)                                | Isabelle Whiteová · Velká Británie (GBR)                   |
| LOH 1920 | Stefani Frylandová-Clausenová · Dánsko (DEN)                   | Eileen Armstrongová · Velká Británie (GBR)                     | Eva Ollivierová · Švédsko (SWE)                            |
| LOH 1924 | Caroline Smithová · Spojené státy americké (USA)               | Elizabeth Beckerová-Pinkstonová · Spojené státy americké (USA) | Hjördis Töpelová · Švédsko (SWE)                           |
| LOH 1928 | Elizabeth Beckerová-Pinkstonová · Spojené státy americké (USA) | Georgia Colemanová · Spojené státy americké (USA)              | Lala Sjöqvistová-Larssonová · Švédsko (SWE)                |
| LOH 1932 | Dorothy Poyntonová-Hillová · Spojené státy americké (USA)      | Georgia Colemanová · Spojené státy americké (USA)              | Marion Roperová · Spojené státy americké (USA)             |
| LOH 1936 | Dorothy Poyntonová-Hillová · Spojené státy americké (USA)      | Velma Dunnová · Spojené státy americké (USA)                   | Käthe Köhlerová · Německo (GER)                            |
| LOH 1948 | Vicki Dravesová · Spojené státy americké (USA)                 | Patricia Elsenerová · Spojené státy americké (USA)             | Birte Christoffersenová · Dánsko (DEN)                     |
| LOH 1952 | Pat McCormicková · Spojené státy americké (USA)                | Paula Jean Myersová-Popeová · Spojené státy americké (USA)     | Juno Irwinová-Stoverová · Spojené státy americké (USA)     |
| LOH 1956 | Pat McCormicková · Spojené státy americké (USA)                | Juno Irwinová-Stoverová · Spojené státy americké (USA)         | Paula Jean Myersová-Popeová · Spojené státy americké (USA) |
| LOH 1960 | Ingrid Krämerová · Tým sjednoceného Německa (EUA)              | Paula Jean Myersová-Popeová · Spojené státy americké (USA)     | Ninel Krutovová · Sovětský svaz (URS)                      |
| LOH 1964 | Lesley Bushová · Spojené státy americké (USA)                  | Ingrid Krämerová · Tým sjednoceného Německa (EUA)              | Galina Alexejevová · Sovětský svaz (URS)                   |
| LOH 1968 | Milena Duchková · Československo (TCH)                         | Natalia Lobanovová · Sovětský svaz (URS)                       | Ann Petersonová · Spojené státy americké (USA)             |
| LOH 1972 | Ulrika Knapeová · Švédsko (SWE)                                | Milena Duchková · Československo (TCH)                         | Marina Janickeová · Německá demokratická republika (GDR)   |
| LOH 1976 | Jelena Vajcechovská · Sovětský svaz (URS)                      | Ulrika Knapeová · Švédsko (SWE)                                | Deborah Wilsonová · Spojené státy americké (USA)           |
| LOH 1980 | Martina Jäschkeová · Německá demokratická republika (GDR)      | Servard Emirzjanová · Sovětský svaz (URS)                      | Liana Cotadzeová · Sovětský svaz (URS)                     |
| LOH 1984 | Zhou Jihong · Čína (CHN)                                       | Michele Mitchellová · Spojené státy americké (USA)             | Wendy Wylandová · Spojené státy americké (USA)             |
| LOH 1988 | Xu Yanmei · Čína (CHN)                                         | Michele Mitchellová · Spojené státy americké (USA)             | Wendy Williamsová · Spojené státy americké (USA)           |
| LOH 1992 | Fu Ming-sia · Čína (CHN)                                       | Jelena Mirošinová · Sjednocený tým (EUN)                       | Mary Ellen Clarková · Spojené státy americké (USA)         |
| LOH 1996 | Fu Ming-sia · Čína (CHN)                                       | Annika Walterová · Německo (GER)                               | Mary Ellen Clarková · Spojené státy americké (USA)         |
| LOH 2000 | Laura Wilkinsonová · Spojené státy americké (USA)              | Li Na · Čína (CHN)                                             | Anne Montminyová · Kanada (CAN)                            |
| LOH 2004 | Chantelle Newberyová · Austrálie (AUS)                         | Lao Lishi · Čína (CHN)                                         | Loudy Tourkyová · Austrálie (AUS)                          |
| LOH 2008 | Čchen Žuo-lin · Čína (CHN)                                     | Émilie Heymansová · Kanada (CAN)                               | Wang Xin · Čína (CHN)                                      |
| LOH 2012 | Čchen Žuo-lin · Čína (CHN)                                     | Brittany Broben · Austrálie (AUS)                              | Pandelela Rinongová · Malajsie (MAS)                       |
| LOH 2016 | Ren Qian · Čína (CHN)                                          | Si Yajie · Čína (CHN)                                          | Meaghan Benfeito · Kanada (CAN)                            |
| LOH 2020 | Quan Hongchan · Čína (CHN)                                     | Čchen Jü-si · Čína (CHN)                                       | Melissa Wuová · Austrálie (AUS)                            |
| LOH 2024 | Čchüan Chung-čchan · Čína (CHN)                                | Čchen Jü-si · Čína (CHN)                                       | Kim Mi-re · Severní Korea (PRK)                            |

### Synchronizované skoky z prkna 3 m (ženy)
- Do programu OH zařazena tato disciplína od roku 2000.

| Rok      | Zlato                                             | Stříbro                                                                | Bronz                                                                 |
| -------- | ------------------------------------------------- | ---------------------------------------------------------------------- | --------------------------------------------------------------------- |
| LOH 2000 | · Rusko (RUS) · Věra Iljinová · Julia Pachalinová | · Čína (CHN) · Fu Ming-sia · Kuo Ťing-ťing                             | · Ukrajina (UKR) · Ganna Sorokinová · Jelena Župinová                 |
| LOH 2004 | · Čína (CHN) · Wu Min-sia · Kuo Ťing-ťing         | · Rusko (RUS) · Věra Iljinová · Julia Pachalinová                      | · Austrálie (AUS) · Irina Lašková · Chantelle Newberyová              |
| LOH 2008 | · Čína (CHN) · Kuo Ťing-ťing · Wu Min-sia         | · Rusko (RUS) · Julia Pachalinová · Anastasija Pozdňakovová            | · Německo (GER) · Ditte Kotzianová · Heike Fischerová                 |
| LOH 2012 | · Čína (CHN) · He Zi · Wu Min-sia                 | · Spojené státy americké (USA) · Kelci Bryantová · Abigail Johnstonová | · Kanada (CAN) · Jennifer Abelová · Émilie Heymansová                 |
| LOH 2016 | · Čína (CHN) · Š' Tching-mao · Wu Min-sia         | · Itálie (ITA) · Tania Cagnottová · Francesca Dallapéová               | · Austrálie (AUS) · Maddison Keeneyová · Anabelle Smithová            |
| LOH 2020 | · Čína (CHN) · Š' Tching-mao · Wang Chan          | · Kanada (CAN) · Jennifer Abelová · Mélissa Citriniová-Beaulieuová     | · Německo (GER) · Lena Hentschelová · Tina Punzelová                  |
| LOH 2024 | · Čína (CHN) · Čchen I-wen · Čchang Ja-ni         | · Spojené státy americké (USA) · Sarah Baconová · Kassidy Cooková      | · Velká Británie (GBR) · Yasmin Harperová · Scarlett Mewová Jensenová |

### Synchronizované skoky z věže 10 m (ženy)
- Do programu OH zařazena tato disciplína od roku 2000.

| Rok      | Zlato                                           | Stříbro                                                             | Bronz                                                                      |
| -------- | ----------------------------------------------- | ------------------------------------------------------------------- | -------------------------------------------------------------------------- |
| LOH 2000 | · Čína (CHN) · Li Na · Sang Xue                 | · Kanada (CAN) · Émilie Heymansová · Anne Montminyová               | · Austrálie (AUS) · Rebecca Gilmoreová · Loudy Tourkyová                   |
| LOH 2004 | · Čína (CHN) · Lao Lishi · Li Ting              | · Rusko (RUS) · Natalia Gončarovová · Julia Koltunovová             | · Kanada (CAN) · Blythe Hartleyová · Émilie Heymansová                     |
| LOH 2008 | · Čína (CHN) · Čchen Žuo-lin · Wang Xin         | · Austrálie (AUS) · Briony Coleová · Melissa Wuová                  | · Mexiko (MEX) · Paola Espinosová · Tatiana Ortizová                       |
| LOH 2012 | · Čína (CHN) · Čchen Žuo-lin · Wang Chao        | · Mexiko (MEX) · Paola Espinosová · Alejandra Orozco                | · Kanada (CAN) · Meaghan Benfeito · Roseline Filion                        |
| LOH 2016 | · Čína (CHN) · Čchen Žuo-lin · Liu Huixia       | · Malajsie (MAS) · Cheong Jun Hoong · Pandelela Rinongová           | · Kanada (CAN) · Meaghan Benfeito · Roseline Filion                        |
| LOH 2020 | · Čína (CHN) · Čchen Jü-si · Zhang Jiaqi        | · Spojené státy americké (USA) · Delaney Schnell · Jessica Parratto | · Mexiko (MEX) · Gabriela Agúndez · Alejandra Orozco                       |
| LOH 2024 | · Čína (CHN) · Čchen Jü-si · Čchüan Chung-čchan | · Severní Korea (PRK) · Čo Čin-mi · Kim Mi-rae                      | · Velká Británie (GBR) · Andrea Spendoliniová-Sirieixová · Lois Toulsonová |